# والت سيمون
والت سيمون (1 ديسمبر 1939 في الولايات المتحدة - 10 أكتوبر 1997 بلويفيل في الولايات المتحدة) (بالإنجليزية: Walt Simon)‏ هو لاعب كرة سلة أمريكي في مركز هجوم صغير الجسم.

## وصلات خارجية
- والت سيمون على موقع سبورتس رفرنس (الإنجليزية)